# CMA CGM Balzac
Le CMA CGM Balzac est un porte-conteneurs de la compagnie CMA CGM livré le 28 avril 2001 par le constructeur Hanjin.
Son nom devient "Conti Paris" en 2015 sous pavillon Portugais puis Libérien, puis "Paris II" depuis 2021 toujours sous pavillon Libérien.